# 2009 DS143
2009 DS143, também escrito como 2009 DS143, é um objeto transnetuniano que está localizado no Cinturão de Kuiper, uma região do Sistema Solar. Ele possui uma magnitude absoluta de 8,4 e tem um diâmetro estimado com 92 km.

## Descoberta
2009 DS143 foi descoberto no dia 18 de fevereiro de 2009.

## Órbita
A órbita de 2009 DS143 tem uma excentricidade de 0,250 e possui um semieixo maior de 49,703 UA. O seu periélio leva o mesmo a uma distância de 37,280 UA em relação ao Sol e seu afélio a 62,126 UA.